# ミシェル・ジャコビニ
ミシェル・ジャコビニ（Michel Giacobini, 1873年 - 1938年）は、フランスの天文学者。
1900年、ニース天文台で21P/ジャコビニ・ツィンナー彗星（ジャコビニ流星群の母天体）を発見。1907年、41P/タットル・ジャコビニ・クレサーク彗星を再発見。1903年ジュール・ジャンサン賞受賞。1910年からパリ天文台に勤務。
第一次世界大戦では志願兵として戦線に立つ。化学兵器の後遺症に苦しめられるも、戦後パリ天文台で天文観測活動を再開。
1937年に発見された小惑星1756番は、彼に因んでジャコビニと命名された。